# 義大利麻雀

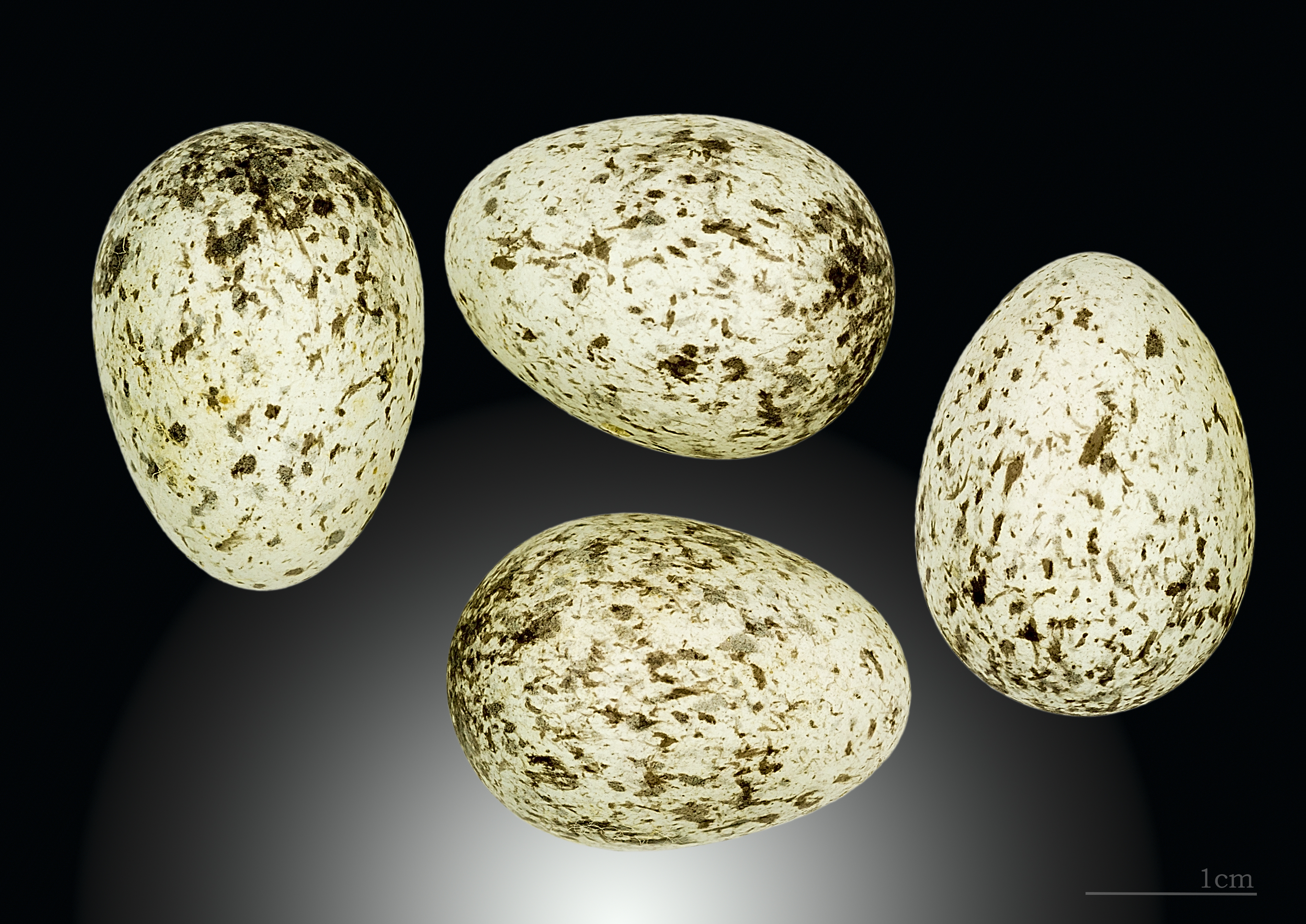
Passer italiae

義大利麻雀（学名：Passer italiae）是雀科麻雀属一种。长期以来意大利麻雀是否为麻雀属的一个独立物种存在争议。2011年发现的遗传学证据表明，意大利麻雀是家麻雀和西班牙麻雀的杂交种，而且意大利麻雀和西班牙麻雀之间已经不再继续杂交繁殖。